# Ion Heliade Rădulescu
Ion Heliade-Rădulescu (Târgoviște, 1802 – Bucarest, 1872) è stato un poeta rumeno.

## Biografia
Prolifico traduttore di letteratura straniera in rumeno, fu anche autore di opere sulla linguistica e sulla storia.
Fu membro fondatore e primo presidente dell'Accademia rumena.